# The Formula
«The Formula» — четвёртый и последний сингл с альбома No One Can Do It Better.  Особенностью сингла является ремикс, сделанный Dr. Dre.
Семпл — «Inner City Blues (Make Me Wanna Holler)» в исполнении Marvin Gaye.

## Дорожки
- 12" и CD

1. «The Formula» (Funky FM mix) — 5:37
2. «The Formula» (instrumental) — 4:07
3. «Whirlwind Pyramid» (LP version) — 3:16
4. «The Formula» (LP version) — 4:11